# アミン・マアルーフ
アミン・マアルーフ（أمين معلوف Amin Maalouf、1949年2月25日 - ）はレバノン出身、フランス・パリ在住の作家・ジャーナリスト。彼がフランス語で書いた著作は多くの言語に翻訳されており、小説『Rock of Tanios』（Le Roche de Tanios 、タニオスの岩）で1993年のゴンクール賞を受賞した。

## 来歴
両親の祖先はレバノンの山地にある Ain el Kabou の村の出身で、父ラシュディ（Ruchdi）と母オデット（Odette）は1945年にカイロで結婚した。母方の祖父はマロン派キリスト教徒で、村からカイロへ出てトルコから来た女性と結婚した。父方の祖父はメルキト派東方カトリック教会の共同体出身で、聖職者の子でありながら長老派教会に改宗した人物であり、合理主義者で世俗派で自分の子の洗礼を拒み、フリーメイソンだった可能性もある。アミン・マアルーフ本人はカトリック信者である。
アミン・マアルーフは1949年、ベイルートで四人兄弟の二番目の子供として生まれた。当時プロテスタント系の家庭は子供をイギリス系やアメリカ系の学校に通わせていたが、母はフランス系のイエズス会の学校へ通わせることを強く望んだ。彼はフランス系の大学で社会学を学び、ベイルートの日刊紙「アン＝ナハル」（an-Nahar）で実績を積んだが、1975年にレバノン内戦が発生したため翌年難民としてパリに移住した。当初はパリでもアラブ世界に関するジャーナリストとして活躍し多くの論文や著書を書いたが、後にフィクション創作に専念している。
マアルーフの小説は内戦や難民の経験が強く反映されている。主な登場人物は異なる国、言語、宗教の間を渡り歩く者や旅する者となっている。
2011年6月、アカデミー・フランセーズ席次29に選出された。
2019年6月、『Le naufrage des civilisations (文明の難破)』で今日賞を受賞した。

## 作品

### 小説
- Léon l'Africain, Jean-Claude Lattès, 1986.
- Samarcande, Jean-Claude Lattès, 1988.
  - 『サマルカンド年代記―『ルバイヤート』秘本を求めて』牟田口義郎訳
　リブロポート、1990年／ちくま学芸文庫、2001年。ISBN 978-4480086693
- Le Premier Siècle après Béatrice, Grasset, 1992.
  - 『レオ・アフリカヌスの生涯―地中海世界の偉大な旅人』服部伸六訳、リブロポート、1989年
- Les Jardins de lumière, Jean-Claude Lattès, 1991.
  - 『光の庭―小説 マニの生涯』戸田聡訳、連合出版、2011年。ISBN 9784897722573
- Le Premier Siècle après Béatrice, Grasset, 1992.
- Le Rocher de Tanios, Grasset, 1993 - 「タニオスの岩」1993年ゴンクール賞受賞
- Les Échelles du Levant, Grasset, 1996.
- Le Périple de Baldassare, Grasset, 2000.
- Les Désorientés, Grasset, 2012.

### オペラ台本
- L'amour de loin (Love from Afar)、 作曲：カイヤ・サーリアホ、 2001年
- Adriana Mater、 作曲：カイヤ・サーリアホ、 2004年
- La Passion de Simone、 作曲：カイヤ・サーリアホ、 2006年
- Émilie、 作曲：カイヤ・サーリアホ、 2010年

### 随筆・評論
- Les Croisades vues par les Arabes, éditions Jean-Claude Lattès, 1983.
  - 『アラブが見た十字軍』牟田口義郎・新川雅子訳

リブロポート、1986年／ちくま学芸文庫、2001年。ISBN 978-4480086150
- Les Identités meurtrières, Grasset, 1998.
  - 『アイデンティティが人を殺す』小野正嗣訳、ちくま学芸文庫、2019年。ISBN 978-4480099266
- Origines, Grasset, 2004.
- Le Dérèglement du monde, Grasset, 2009.
  - 『世界の混乱』小野正嗣訳、ちくま学芸文庫、2019年。ISBN 978-4480099358
- Un fauteuil sur la Seine : Quatre siècles d'histoire de France, Grasset, 2016.
- Le Naufrage des civilisations, Grasset, 2019 - 2019年今日賞受賞